# Réel (album)
Pour les articles homonymes, voir Réel.
Albums de Kery James
À l'ombre du show business
(2008) À mon public
(2010)
Réel est le quatrième album studio du rappeur français Kery James, sorti le 27 avril 2009.
Cet album connaît un grand succès commercial grâce aux titres phares de l'album : Le Retour du rap français, Je représente ou encore Lettre à mon public. Il se classe premier des classements des meilleures ventes en France avec 23 000 exemplaires écoulés la première semaine. L'album est certifié disque de platine avec plus de 100 000 exemplaires vendus.

## Liste des pistes
Les chanteurs sont systématiquement crédités comme auteurs, ce à quoi il faut ajouter la participation d'Admiral T à l'écriture de la première piste et celle de Médine à la septième.
| 1.       | Le retour du rap français                    | Nino                       | 6:50 |
| 2.       | Réel                                         | Blastar                    | 6:54 |
| 3.       | Je représente                                | Wealstarr                  | 4:26 |
| 4.       | Yeah                                         | Nino                       | 4:48 |
| 5.       | La poudre aux yeux                           | Dj Maître et Tefa          | 5:05 |
| 6.       | Le prix de la vérité (feat. Médine)          | Greg K.                    | 5:03 |
| 7.       | Au pays des droits de l'Homme                | Jay Jo                     | 4:28 |
| 8.       | Le respect du silence (feat. Le Rat Luciano) | Nino                       | 5:30 |
| 9.       | Paro                                         | Nino                       | 4:58 |
| 10.      | En manque de... (feat. Mr Toma)              | Razkuor                    | 5:26 |
| 11.      | Avec le cœur et la raison                    | Dj Maître, Tefa et Greg K. | 9:10 |
| 12.      | Promis à la victoire (feat. Admiral T)       | Tommy Djibz                | 4:17 |
| 13.      | Lettre à mon public                          | Greg K.                    | 7:26 |
| 01:14:17 |                                              |                            |      |

## Certifications
| Pays          | Certifications | Ventes certifiées |
| ------------- | -------------- | ----------------- |
| France (SNEP) | Platine        | 100 000           |